# SD80MAC型柴油机车
SD80MAC型柴油机车是美国易安迪（EMD）于1995年推出的柴油机车车型，与SD90MAC型机车属于同一系列，为同一技术平台上开发的产品，两者除了装用不同功率等级的柴油机外，其他结构部分完全相同。
SD80MAC型机车装用一台5000马力的20气缸二冲程柴油机，采用了径向转向架、三相交流传动、“WhisperCab”低噪声司机室、集成式司机室电子装置、微机控制的电控空气制动系统等先进技术。